# Jarrod Gilchrist
Jarrod Robert Gilchrist (Melbourne, 13 de junho de 1990) é um jogador de polo aquático australiano.

## Carreira
Gilchrist integrou a Seleção Australiana de Polo Aquático que ficou em nono lugar nos Jogos Olímpicos de 2016.